# پازردالو
پازردالو، روستایی از توابع بخش مرکزی شهرستان ازنا در استان لرستان ایران است.

## جمعیت
این روستا در دهستان سیلاخور شرقی قرار دارد و براساس سرشماری مرکز آمار ایران در سال ۱۳۹۵، جمعیت آن ۸۰۰ نفر (۱۳۰ خانوار) بوده‌است.